# Saint-Pierre-Canivet
Saint-Pierre-Canivet is een gemeente in het Franse departement Calvados (regio Normandië) en telt 350 inwoners (2005). De plaats maakt deel uit van het arrondissement Caen.

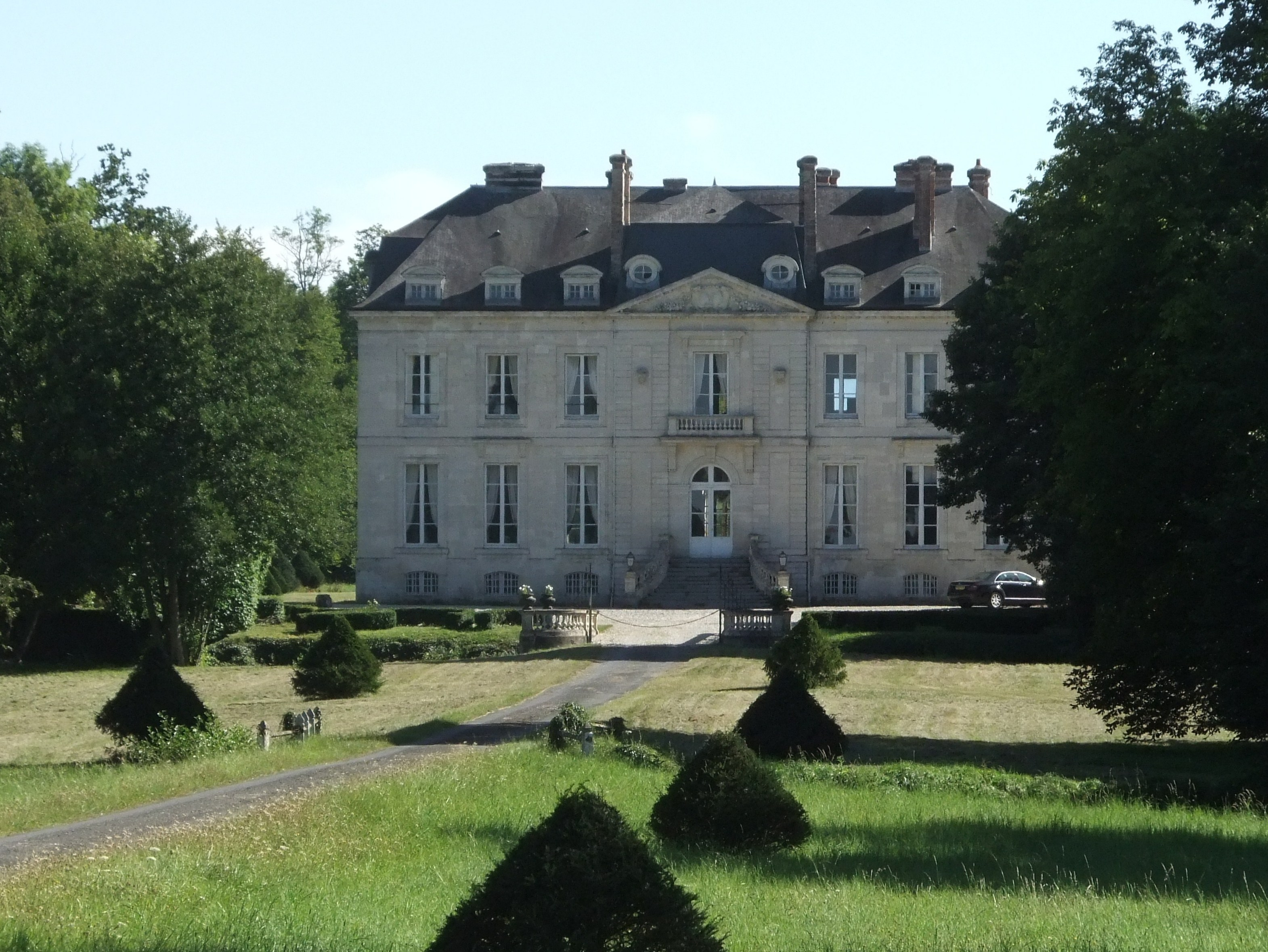
Château de la Tour
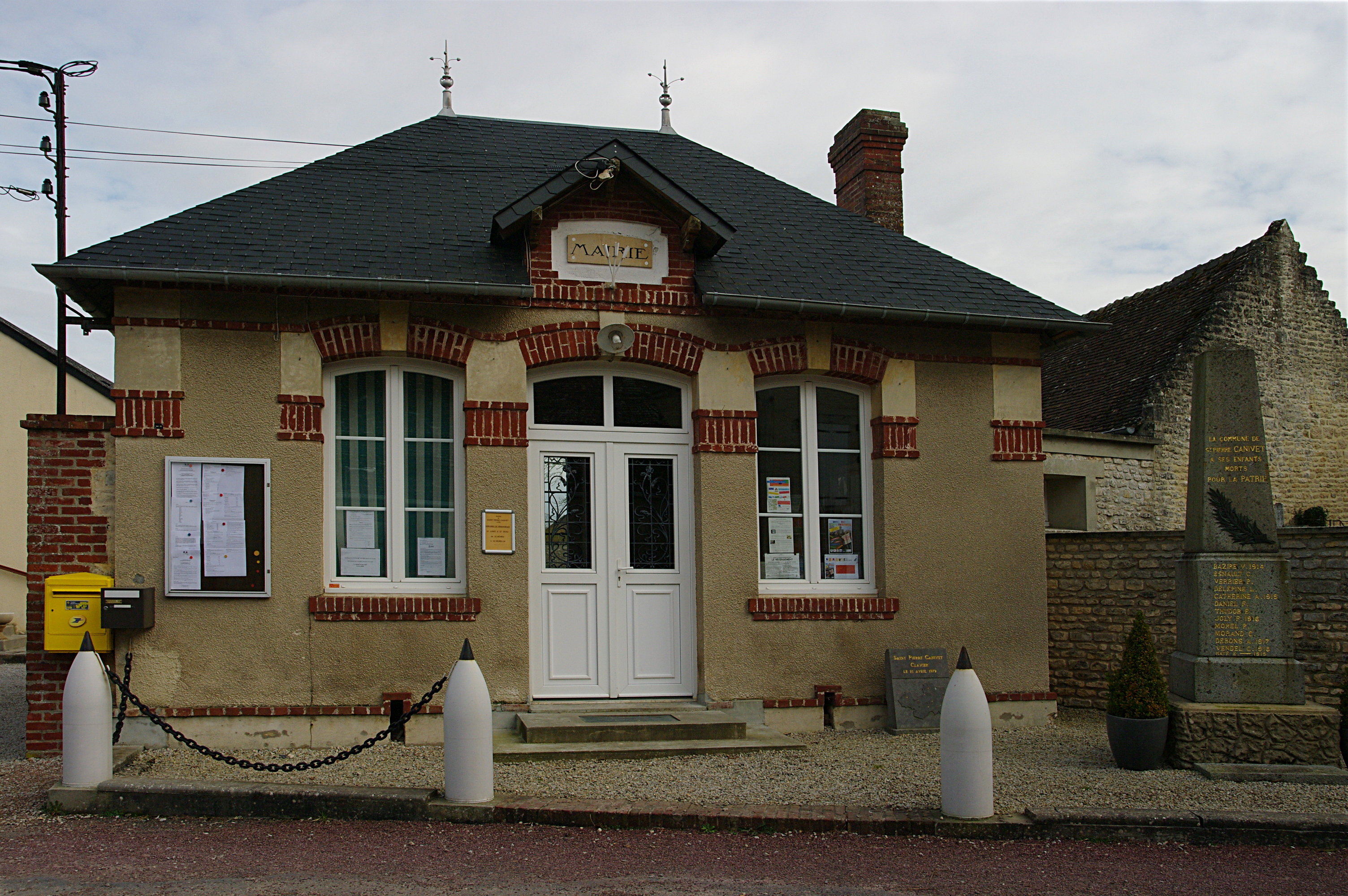
Gemeentehuis
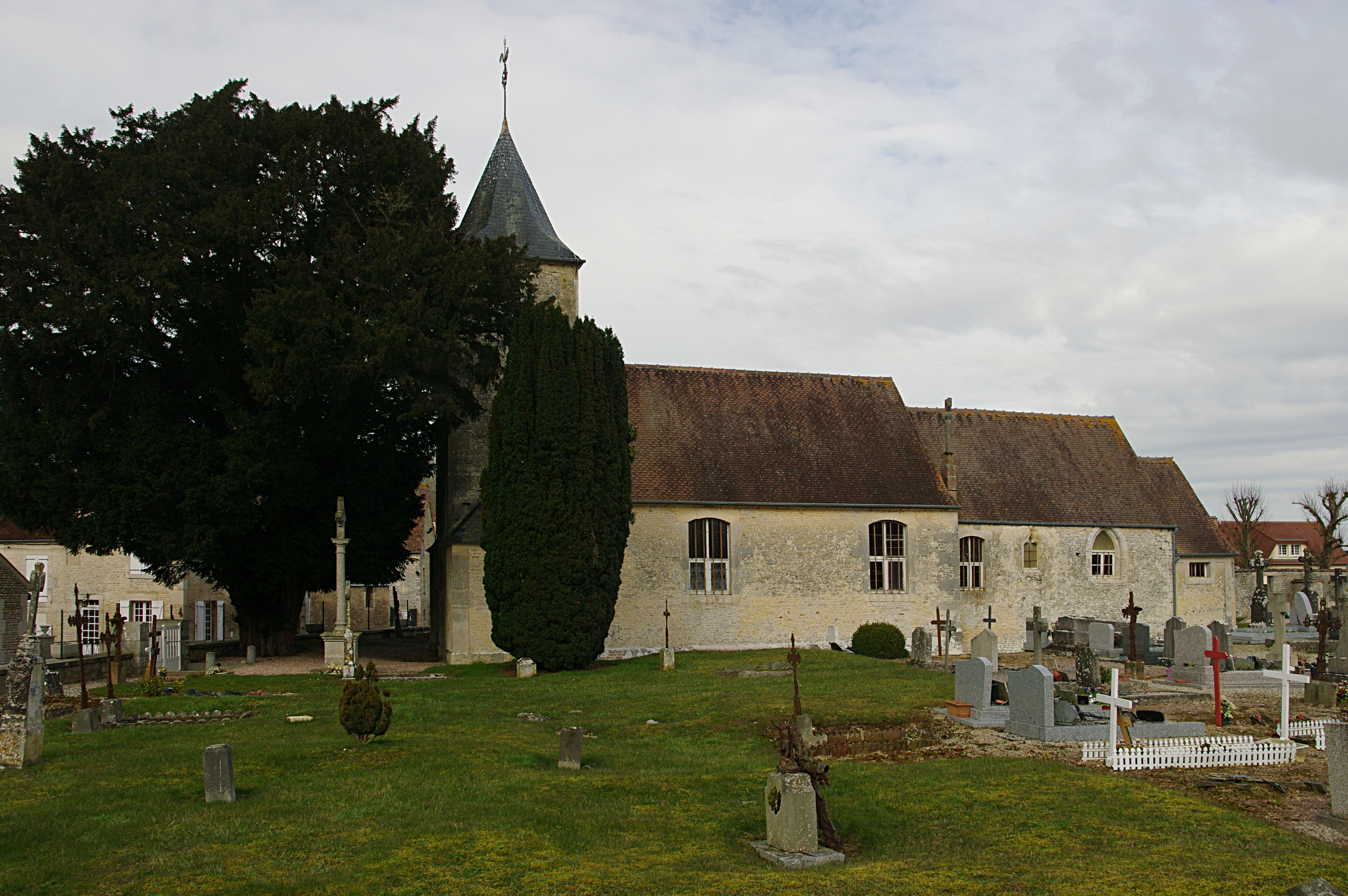
Kerk van Saint-Pierre-Canivet

## Geografie
De oppervlakte van Saint-Pierre-Canivet bedraagt 7,1 km², de bevolkingsdichtheid is 49,3 inwoners per km².
De onderstaande kaart toont de ligging van Saint-Pierre-Canivet met de belangrijkste infrastructuur en aangrenzende gemeenten.

## Demografie
Onderstaande figuur toont het verloop van het inwonertal (bron: INSEE-tellingen).
Vanwege een beveiligingsprobleem met de MediaWiki Graph-software is het momenteel niet mogelijk deze grafiek weer te geven. Zodra de software is bijgewerkt zal de grafiek vanzelf weer zichtbaar worden.
1. ↑  Populations de référence 2022.